# Peter McKenzie
Pour les articles homonymes, voir McKenzie.
Peter McKenzie ou MacKenzie (né le 1er août 1850 à Lévis et décédé le 20 décembre 1930 à Montréal) est un commerçant de fourrures et un prospecteur. En 1903, il découvre du minerai de cuivre au lac Chibougamau. Sa découverte lance l'exploration minière intensive et le développement industriel de la région.

## Biographie

### Vie privée
Peter McKenzie naît à Lévis le 1er août 1850. Fils de John McKenzie et de Jessie Slater, d'origines écossaises, il est l'aîné de la famille de 11 enfants. Il grandit dans un milieu qui gravite autour de l'industrie navale. Jeune adulte, c'est plutôt la forêt qui attire McKenzie. Il commence sa carrière comme bûcheron, puis commerçant de bois avant de se tourner vers le domaine de la traite des fourrures.
À 26 ans, Peter McKenzie épouse Bridget O'Malley, d'origine irlandaise. Le couple aura deux filles et cinq fils. Ses fils Herbert, Vincent, Gordon et Gladstone seront d'ailleurs très impliqués dans ses activités commerciales et de prospection.

### Prospection au lac Chibougamau

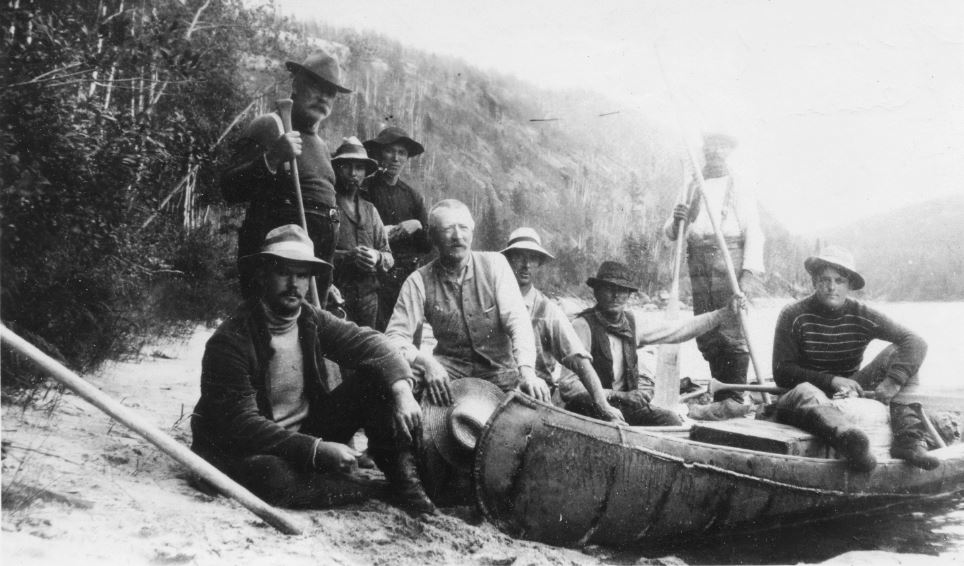
Expédition de Peter McKenzie et de Joseph Obalski au lac Chibougamau.

En 1903, Peter McKenzie occupe l'ancien Poste de traite de l'Ashuapmushuan, aux abords du lac Ashuapmushuan au nord de Roberval. Propriétaire de la McKenzie Trading company, il y pratique le commerce des fourrures. L'hiver, il y échange des fourrures et du matériel avec les Innus de la région et a l'habitude de se rendre à Québec l'été, afin de se ravitailler et vendre ses fourrures. Lors d'un de ces voyages à Québec, il prend connaissance des rapports de James Richardson et d'Albert Peter Low, au sujet du potentiel géologique de la région du lac Chibougamau.
Au printemps 1903, accompagné de guides Innus de Mashteuiatsh, il entreprend un voyage en canot jusqu'au lac Chibougamau. Ils établissent leur campement à l'île Portage, à l'emplacement décrit par James Richardson comme la Paint Mountain. Au cours de ses travaux de prospection, il y découvre du quartz, de l'amiante et du cuivre. Au printemps 1904, McKenzie entreprend une deuxième expédition au lac Chibougamau. Ses découvertes sont assez satisfaisantes pour que, de retour à Québec en juillet, il se procure une licence de mineur et une licence de prospecteur.

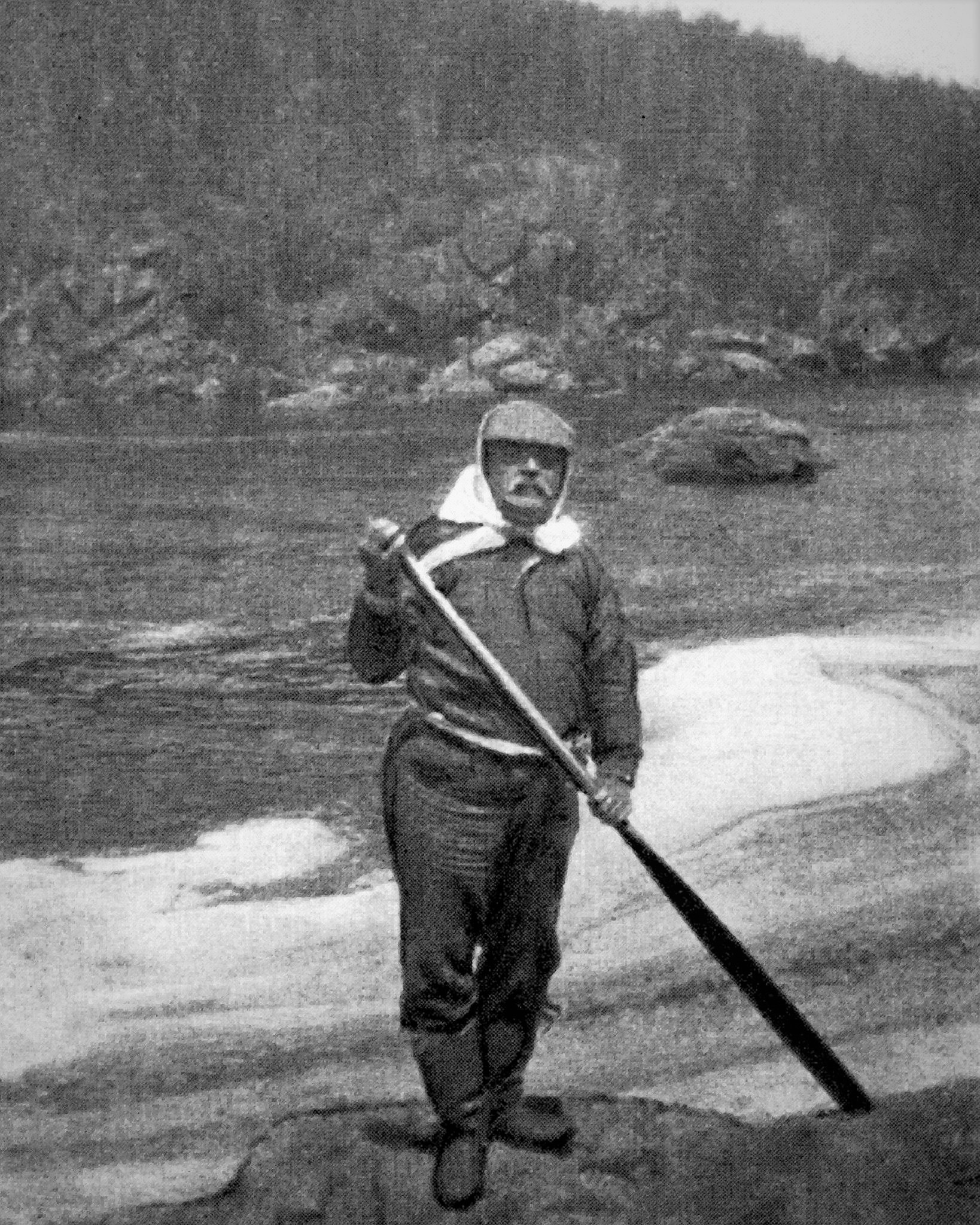
Peter McKenzie vers 1906, tiré du récit de Frederick G. Pauli.

La découverte intéresse le directeur du Bureau des mines de la province de Québec, Joseph Obalski. À l'automne 1904, Obalski et McKenzie entreprennent une expédition au lac Chibougamau, afin de vérifier ces découvertes. Ce que découvre Obalski le satisfait, puisqu'il rédige en 1905 un rapport très élogieux quant au potentiel minier de la région du lac Chibougamau. La même année, Obalski et McKenzie s'allient pour créer une compagnie de prospection et d'exploitation minière. De janvier à avril 1906, ils forment une équipe de 28 hommes et font transporter 52 tonnes de matériel et de vivres à l'île du Portage depuis le Lac-Saint-Jean. Dès l'été, la compagnie entreprend les forages et les analyses des échantillons de minerai.

## Retombées de la découverte
Le potentiel des découvertes de McKenzie seront confirmées par les rapports des géologues Émile Dulieux, John E. Hardman et J.B. Mawdsley. En 1906, la découverte d'un gisement d'or au Témiscamingue confirme au gouvernement de la province de Québec le potentiel industriel du nord de la province. Avec l'afflux de prospecteurs de plus en plus nombreux, le gouvernement provincial confie à Peter McKenzie la responsabilité d'établir une route d'hiver reliant le lac-Saint-Jean et le lac Chibougamau. Le tracé de la route reprend essentiellement le parcours emprunté par les Innus et les Cris, mais offre un raccourcit d'une trentaine de kilomètres.

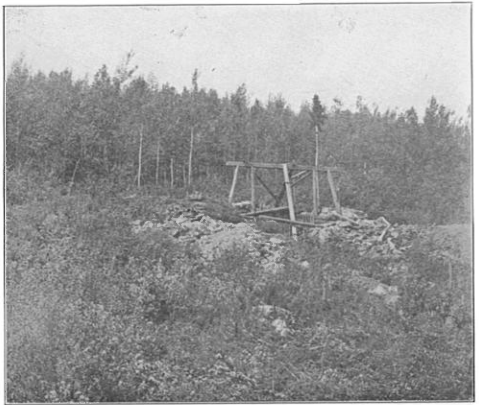
Puits principal, (chantier No VII) mine d'or McKenzie, Île Portage. Lac Chibougamau, 1910.

En 1909, le gouvernement provincial débloque des fonds pour la construction d’un chemin de fer entre Saint-Félicien et le lac Chibougamau. Il crée aussi la Société minière de Chibougamau. L'année suivante toutefois, son président James Barlow, conclut que le potentiel minier est insuffisant pour justifier les coûts du développement d'une voie ferrée. Le rapport Barlow et le déclenchement de la Première Guerre mondiale en 1914 ralentissent les projets d'exploitation minière dans le secteur.
La prospection dans le secteur reprend et s'intensifie dans les années 1920 et l'exploitation minière débute dans les années 1930. Un premier chevalement de mine est érigé à la baie des cèdres dès 1922, sur un gisement découvert par un des fils de McKenzie, Gladstone. Les activités d'exploration et d'exploitation des ressources minérales mèneront à la fondation de campements miniers, qui deviendront les villes de Chibougamau (1954) et de Chapais (1955),.

## Toponymie
La rue McKenzie à Chibougamau et le Canton McKenzie dans le Nord-du-Québec sont nommés en hommage à Peter McKenzie.

## Dans la culture
Peter McKenzie et ses fils Herbert et Gladstone sont évoqués dans le roman L'Appel du Chibougamau, de Larry Wilson.
Publié en 1907, le récit de Frederick G. Pauli intitulé A Record Of A Trip Through Canada's Wilderness To Lake Chibogamoo And To The Great Lake Mistassini, relate une expédition en canot de Saint-Félicien vers les lacs Chibougamau et Mistassini, en compagnie de Peter McKenzie.
C'est près de l'ancien Poste de traite de l'Ashuapmushuan, alors occupé par la Mackenzie Trading co. de Peter McKenzie, qu'à lieu l'Affaire Auguste Lemieux. C'est un des fils de Peter McKenzie, soit Gordon ou Gladstone, qui a fait la macabre découverte de Lemieux,,.